# Brian Schweitzer
Brian David Schweitzer (Havre, 4 settembre 1955) è un politico statunitense, governatore del Montana dal 2005 al 2013.

## Biografia
Quarto di sei figli, Schweitzer nasce ad Havre, nel Montana. I suoi nonni paterni erano di origine tedesca e provenivano dal villaggio di Kuchurhan, nell'Oblast' di Odessa, nell'allora Unione Sovietica e oggi appartenente all'Ucraina, mentre quelli materni erano di origini irlandesi.
Nel 1978 si laurea in agronomia presso l'Università del Colorado fino a conseguire un master in scienze del suolo al Montana State University. Dopo aver terminato gli studi, ha lavorato come sviluppatore di irrigazione su progetti in Africa, Asia, Europa e Sud America. Ha lavorato per diversi anni in Libia e Arabia Saudita. Tornò nel Montana nel 1986 per avviare un'attività di allevamento e irrigazione a Whitefish.
Nel 1996 è stato nominato dal presidente americano Bill Clinton come Montana USDA Farm Service Agency Committee al dipartimento di agricoltura degli Stati Uniti, dove ha lavorato per sette anni.
Nel 2000 si candidò al Senato tra le file del Partito Democratico contro il senatore in carica Conrad Burns, del Partito Repubblicano, quest'ultimo risultato poi vincente con un margine stretto di voti.
Venne eletto governatore del Montana per la prima volta nel 2004, entrando in carica l'anno successivo. Nel 2008 venne riconfermato per un secondo mandato con il 65,5% delle preferenze.
Dopo l'esperienza da governatore, fu nominato dal consiglio di amministrazione della Stillwater Mining Company a ricoprire la carica di presidente non esecutivo, carica che ha assunto a tutti gli effetti il 17 maggio 2013.

## Vita privata
È sposato dal 1981 con Nancy Hupp, con la quale ha avuto tre figli: Ben, Khai e Katrina.
È inoltre cugino di primo grado del musicista Lawrence Welk.